# 康家港乡
康家港乡，是中华人民共和国陕西省榆林市佳县一个已撤销的乡级行政区，2015年，陕西省民政厅批复同意撤销康家港乡，将其所辖行政区域划归螅镇。